# Lieber Thomas
Lieber Thomas ist ein Filmdrama von Andreas Kleinert, das am 11. November 2021 in die deutschen Kinos kam. In der Filmbiografie spielt Albrecht Schuch den Schriftsteller und Filmemacher Thomas Brasch. Im Rahmen des Deutschen Filmpreises 2022 erhielt Lieber Thomas insgesamt neun Auszeichnungen, darunter als bester Film, Thomas Wendrich für sein Drehbuch, Kleinert für die Regie und Schuch als bester Hauptdarsteller.

## Handlung
In sieben Abschnitten wird das Leben des Dichters Thomas Brasch dargestellt. Die Abschnitte sind jeweils mit Zeilen aus einem Gedicht Braschs überschrieben.
Als 1968 sowjetische Panzer durch Prag rollen, demonstrieren Thomas und andere Studenten auf den Straßen Berlins. Sein Vater Horst meldet ihn der Stasi, die ihn ins Gefängnis steckt. Auf Bewährung entlassen, schreibt er über die Liebe, die Revolution und den Tod. Ohne Aussicht, in der DDR gehört zu werden, verlassen Thomas und seine Freundin das Land. Im Westen wird Brasch gefeiert und seine Bücher werden zu Bestsellern.

## Produktion

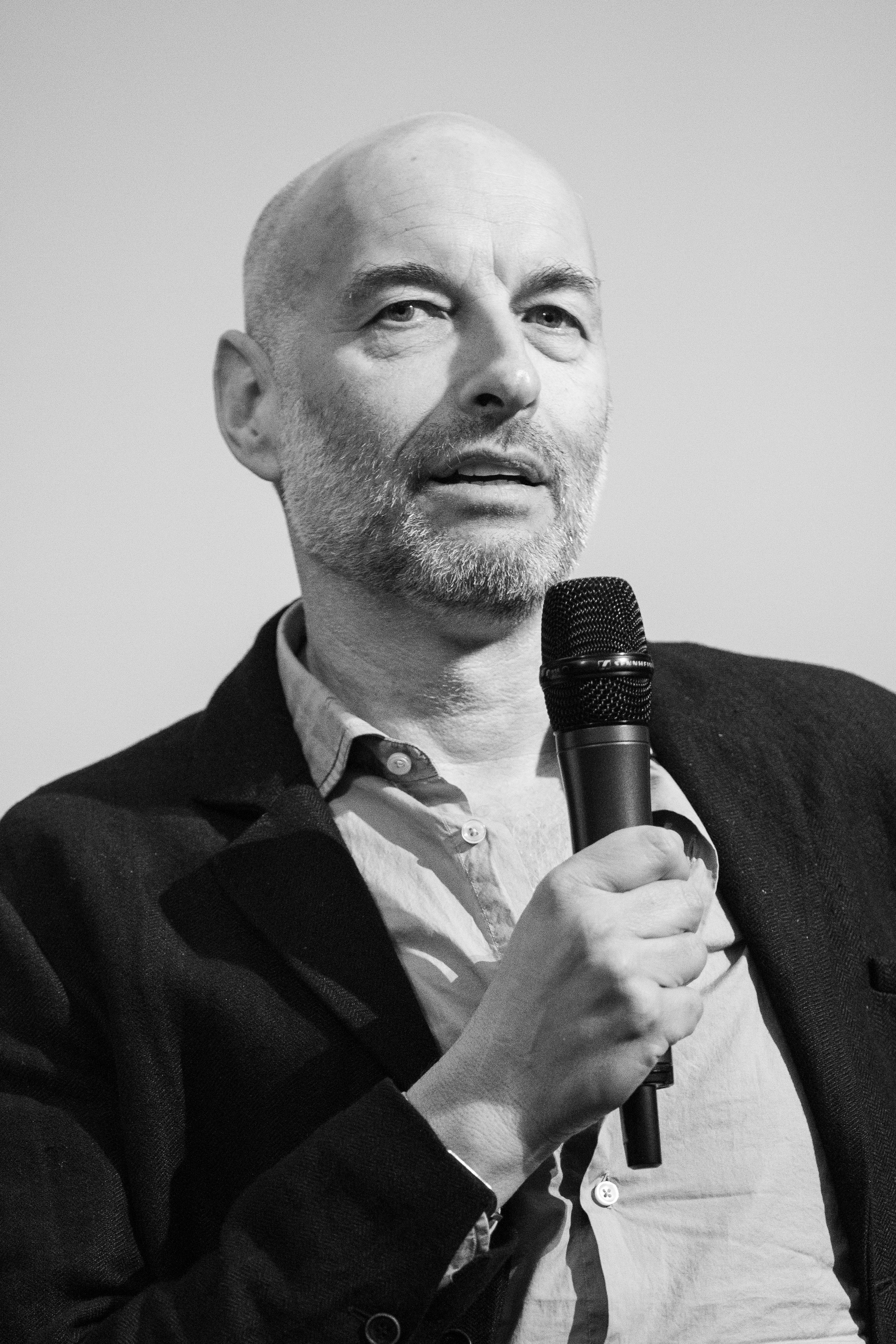
Regisseur Andreas Kleinert

Regie führte Andreas Kleinert. Das Drehbuch schrieb Thomas Wendrich. Der Titel des Films Lieber Thomas bezieht sich auf Thomas Braschs Schauspiel Lieber Georg über den Kriegs- und Todesträumer Georg Heym.
Als Kameramann fungierte Johann Feindt, mit dem Kleinert in der Vergangenheit für viele der von ihm inszenierten Folgen von Tatort zusammenarbeitete. Der Film wurde in Schwarzweiß gedreht.
Der Film feierte Anfang Juli 2021 beim Filmfest München seine Premiere und kam am 11. November 2021 in die deutschen Kinos. Ebenfalls im November 2021 wurde er beim Tallinn Black Nights Film Festival vorgestellt. Ende April, Anfang Mai 2022 wird er beim Prague International Film Festival (Febiofest) gezeigt. Am 21. April 2022 wurde er in Deutschland auf Blu-ray veröffentlicht. Von Ende Mai bis Mitte Juni 2022 wurde er beim German Film Festival in Melbourne gezeigt.

## Rezeption

### Altersfreigabe
In Deutschland wurde der Film von der FSK ab 16 Jahren freigegeben. In der Begründung heißt es, der Film enthalte einige intensive Streitsituationen und zeige zermürbenden psychischen Druck und gewalttätige Konflikte mit der DDR-Staatsgewalt. Eine sehr eindringliche Szene, in der zwei Frauen auf eigenen Wunsch erschossen werden, werde zeitnah als literarische Vision aufgelöst, und Jugendliche ab 16 Jahren seien aufgrund ihres Entwicklungsstands fähig, der komplex erzählten Geschichte zu folgen und die Geschehnisse in den dramaturgischen und politischen Kontext einzuordnen.

### Kritiken

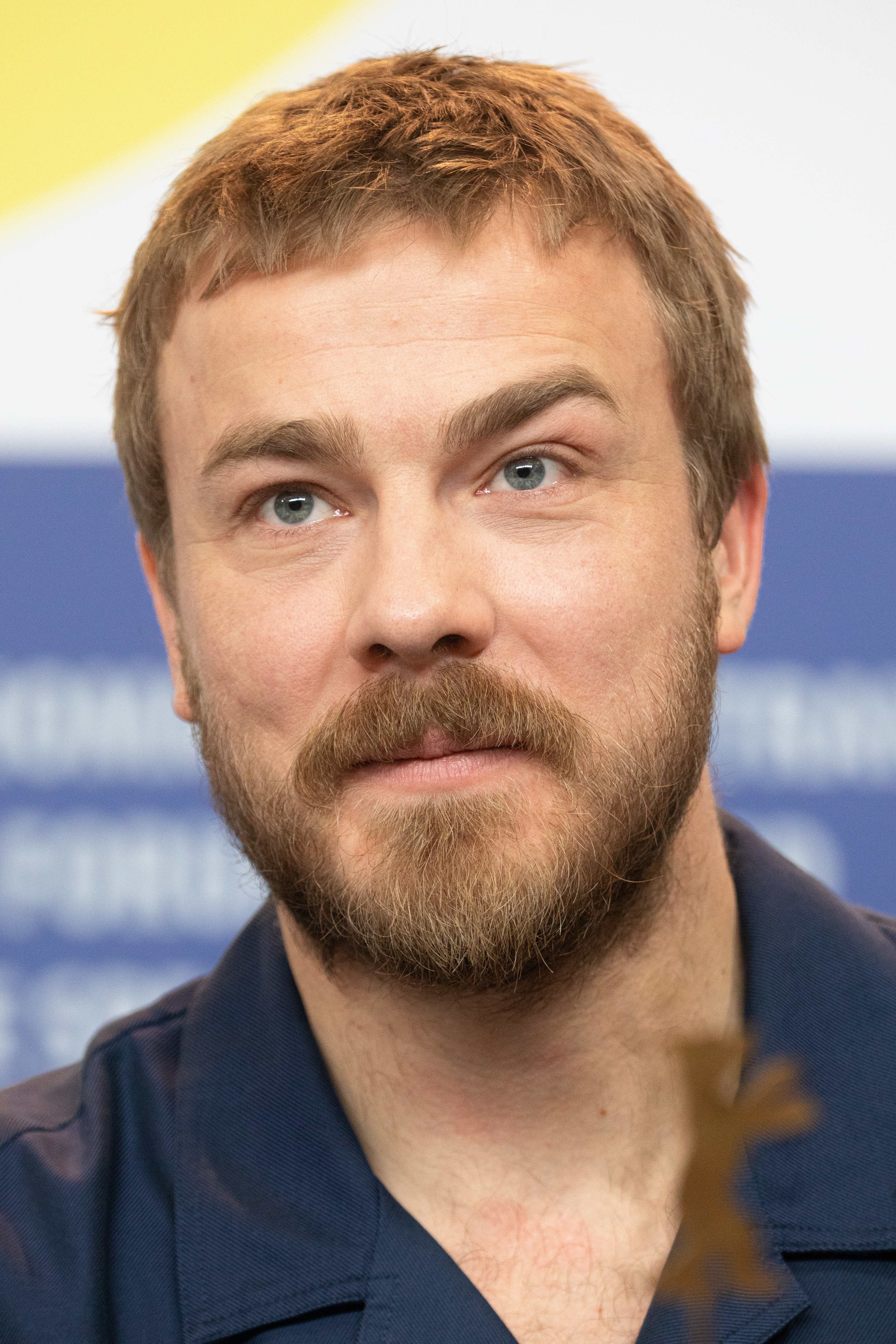
Albrecht Schuch spielt den jungen Thomas Brasch

Alexander Cammann schreibt in der Zeit, die Verfilmung von Thomas Braschs Lebens sei ein seltener Glücksfall für das deutsche Kino: „Ein deutscher Dichter und seine Epoche erleben in diesem Film einen Auftritt, der Maßstäbe setzt.“ Der in der DDR aufgewachsene Regisseur Andreas Kleinert verwandele ein Biopic in ein spannendes Kunstwerk über die Verzweiflung eines deutsch-deutschen Lebens. Spätestens seit Paweł Pawlikowskis Meisterwerk Cold War von 2018 sei Schwarzweiß die beste Technik, um den Existenzialismus einer anderen Epoche zu vergegenwärtigen, so Cammann, und in Lieber Thomas rücke diese die Konflikte von damals dem Zuschauer heute auf den Leib. Als vielleicht wichtigsten Kunstgriff nennt Cammann die integrierten Träume und Albträume des Dichters, die allesamt Szenen von allegorischer Kraft seien. Getragen werde der Film von großartigen Schauspielern. Jella Haase brilliere als Reinkarnation der jungen Katharina Thalbach, und Albrecht Schuchs verführerischer Thomas Brasch sei in jeder Faser ein auf paradoxe Weise empfindsamer Lederjacken-Macho, der sich mit tobendem Körper und packenden Augen wie ein verwundetes Tier durch sein unbehaustes Leben kämpft.
Hilmar Klute schreibt in der Süddeutschen Zeitung, die Szenen, in denen Albrecht Schuch und Jörg Schüttauf ihren Kampf darum, was die Wahrheit sei, aufführen, gehörten zu den stärksten des Films, und dass Peter Kremer dem echten Brasch so brutal ähnlich sieht, helfe dabei, auch die letzten Filmminuten zu sehr großen und unvergesslichen Szenen werden zu lassen.
Knut Elstermann bemerkt, neben den verschiedenen Episoden in Braschs Leben würden die Auseinandersetzungen mit seinem Funktionärsvater als erzählerischer Unterstrom verwendet, und Schüttauf spiele diesen nicht einfach schwarzweiß, sondern tragisch zerrissen. Auch die DDR-Bohème, das fröhliche „Leben in der Nische“, werde gezeigt, auch wie Brasch mit dem Land verbunden und von diesem gleichzeitig abgestoßen war und wie er sich vom Westen nicht vereinnahmen ließ. Und letztlich gehe es auch um den Dichter Brasch, dem man in diesem Film beim Arbeiten zuschauen könne.
Anke Leweke von Deutschlandfunk Kultur zufolge komme man durch den Film dem Künstler und Menschen Brasch näher, indem gerade keine Biografie nacherzählt werde. Dabei erhebe der Film nicht den Anspruch, Brasch verstehen zu wollen, und begebe sich stattdessen mit dem Künstler auf die Suche, wohl wissend, dass diese nie aufhören wird, was sie mit dem Zitieren dessen letzter Zeile seines Gedichts Was ich habe, will ich nicht verlieren zum Ausdruck bringt: „Bleiben will ich, wo ich nie gewesen bin.“

### Einsatz im Unterricht
Das Onlineportal kinofenster.de empfiehlt Lieber Thomas ab der 11. Klasse für die Unterrichtsfächer Deutsch, Geschichte, Ethik, Religion und Politik und bietet Materialien zum Film für den Unterricht. Claus Löser schreibt dort, der Film mache mit dem Milieu der künstlerischen DDR-Opposition bekannt, zeige, wie komplex die familiären und politischen Verstrickungen einiger damaliger Akteure waren, und von besonderem Interesse bei dieser Filmbiografie sei die übergangslose Vermischung von verbürgten Lebensdaten mit freier Fiktionalisierung.

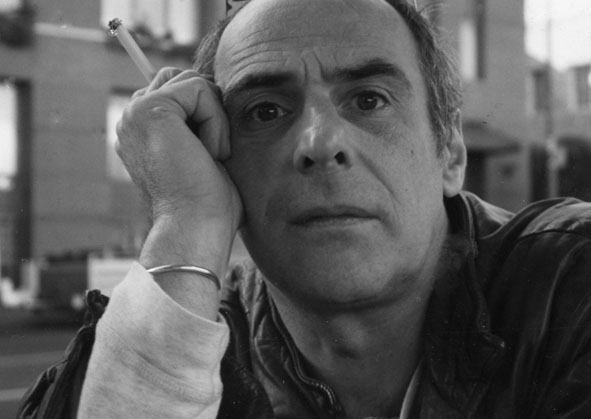
Thomas Brasch im Jahr 1993

Auch in der Begründung der Deutschen Film- und Medienbewertung, von der Lieber Thomas mit dem Prädikat Besonders wertvoll versehen wurde, heißt es, Kleinerts Film sei ein auf allen Ebenen gelungenes Beispiel eines Biopics, das sich mit Bildern, Atmosphären und Metaebenen seinem Protagonisten annähert und nicht über die bloße Aneinanderreihung von Lebensstationen. Zu der komplexen Figurenzeichnung geselle sich auf der inszenatorischen Ebene die fantastische Umsetzung der Fantasie- und Traumebenen Braschs, die mit der „realen“ Handlung so brillant verknüpft würden, dass sich auf äußerst organische Weise weitere Perspektiven eröffnen. Dadurch, dass es eher um die passende Stimmung als um eine detailgetreue faktische Korrektheit geht, fühlten sich die Bilder nicht an wie Kreationen aus einem Heimatmuseum, sondern strahlten wahres Leben aus.

### Auszeichnungen
Im Folgenden eine Auswahl von Auszeichnungen und Nominierungen.
Bayerischer Filmpreis 2022
- Auszeichnung als Beste Darsteller (Albrecht Schuch)[13]

Deutscher Filmpreis 2022
- Auszeichnung als Bester Film
- Auszeichnung für die Beste Regie (Andreas Kleinert)
- Auszeichnung für das Beste Drehbuch (Thomas Wendrich)
- Auszeichnung für die Beste männliche Hauptrolle (Albrecht Schuch)
- Auszeichnung für die Beste weibliche Nebenrolle (Jella Haase)
- Auszeichnung für die Beste Kamera/Bildgestaltung (Johann Feindt)
- Auszeichnung für den Besten Filmschnitt (Gisela Zick)
- Auszeichnung für das Beste Szenenbild (Myrna Drews)
- Auszeichnung für das Beste Kostümbild (Anne-Gret Oehme)
- Nominierung für die Beste weibliche Nebenrolle (Anja Schneider)
- Nominierung für die Beste männliche Nebenrolle (Jörg Schüttauf)
- Nominierung für das Beste Maskenbild (Uta Spikermann und Grit Kosse)

Deutscher Hörfilmpreis 2022
- Auszeichnung in der Kategorie TV / Mediatheken / Streamingdienste[14]

Festival des deutschen Films 2022
- Nominierung für den Rheingold Publikumspreis[15]

Preis der deutschen Filmkritik 2022
- Nominierung als Bester Spielfilm (Andreas Kleinert)
- Nominierung als Bester Schauspieler (Albrecht Schuch, auch für Florian)
- Nominierung für die Beste Kamera (Johann Feindt)[16]

Tallinn Black Nights Film Festival 2021
- Auszeichnung als Bester Film mit dem Grand Prix  (Andreas Kleinert)
- Auszeichnung als Bester Schauspieler (Albrecht Schuch)[17]

## Trivia
In einer Szene des Films wird das Erscheinen des Poesiealbums 89 im Jahr 1974 mit Braschs Lyrik gefeiert, woraufhin 2021 nicht nur sämtliche Exemplare im antiquarischen Handel sofort vergriffen waren, sondern der derzeitige Verlag des Poesiealbums mit Bestellungen überhäuft wurde. Dieser reagierte binnen vier Wochen mit einer erweiterten 2. Auflage, die die 1. Auflage komplett beinhaltet.